# مرگ بنیتو موسولینی
در سال ۱۹۴۰، بنیتو موسولینی کشور خود را به جنگ جهانی دوم در طرفداری از آلمان نازی برد اما به زودی با شکست نظامی روبرو شد. در پاییز سال ۱۹۴۳، وی به عنوان رهبر یک دولت دست نشانده آلمانی در شمال ایتالیا تنزل یافت و با پیشرفت متفقین از جنوب درگیری ها با پارتیزان‌ها شروع شد. در آوریل ۱۹۴۵، با پیشروی متفقین و شکست آخرین دفاع آلمانی‌ها در شمال ایتالیا و قیام عمومی پارتیزان ها در شهرها، وضعیت موسولینی ناپایدار به نظر می‌رسید. در ۲۵ آوریل او از میلان، جایی که در آنجا مستقر بود گریخت و سعی در فرار به سمت مرز سوئیس داشت. او و معشوقه اش، کلارا پتاچی، در ۲۷ آوریل توسط پارتیزان های محلی در نزدیکی روستای دونگو در دریاچه کومو به اسارت درآمدند. بعد از ظهر دو روز قبل از خودکشی آدولف هیتلر، موسولینی و پتاچی تیرباران شدند.
اجساد موسولینی و پتاچی را به میلان بردند و در یک میدان حومه پیازاله لورتو، در میان جمعیت عصبانی برای تحقیر فاشیسم‌ها رها کردند. سپس از میله‌های فلزی در بالای ایستگاه اتوبوس در میدان آویزان شدند. اجساد مورد ضرب و شتم قرار گرفتند. در ابتدا موسولینی در یک قبر ناشناس به خاک سپرده شد، اما در سه شنبه عید پاک سال ۱۹۴۶ گور وی توسط دومینیکو لِکیزی و دو نئوفاشیست دیگر شناسایی و شکافته شد و پیکرش به سرقت رفت. سرانجام در سال ۱۹۵۷، بقایای جسد وی در دخمه خانواده موسولینی در شهر زادگاهشپره داپیو دفن شد. مقبره وی به محلی برای زیارت نئو فاشیست‌ها بدل شده‌است و سالگرد درگذشت او با تظاهرات نئو فاشیستی همراه است.
در سالهای پس از جنگ، شکیاتی در مورد مرگ موسولینی در ایتالیا به‌وجود آمده‌است (اما، به‌طور کلی، نه بین‌المللی) به گونه ای که مقایسه ای با نظریه‌های توطئه ترور جان اف. کندی صورت گرفته‌است. روزنامه نگاران، سیاستمداران و مورخان با تردید در صحت گزارش‌ها، نظریه‌ها و گمانه زنی‌های متنوعی در مورد چگونگی فوت موسولینی و اینکه چه کسی مسئول آن بوده مطرح کرده‌اند. دست کم دوازده فرد مختلف در موارد مختلف ادعا کرده‌اند که قاتل هستند. این موارد شامل لوئیجی لونگو و ساندرو پرتینی است که پس از آن به ترتیب دبیرکل حزب کمونیست ایتالیا و رئیس‌جمهور ایتالیا شدند. چندین نویسنده معتقدند که مرگ موسولینی بخشی از عملیات نیروهای ویژه انگلیس به دستور وینستون چرچیل بوده‌است.

### پیش زمینه تحلیل قدرت

جمهوری ایتالیا: دسامبر ۱۹۴۳، سبز روشن و تیره؛ سپتامبر ۱۹۴۴، فقط سبز تیره.

پس از حمله متفقین به سیسیل در ژوئیه سال ۱۹۴۳، موسولینی تحت بازداشت قرار گرفت. پس از آن ایتالیا با متفقین در کاسابیل آتش‌بس امضا کرد. بعداً در همان سال، وی در یورش گِران ساسو توسط نیروهای ویژه آلمانی از زندان نجات یافت و هیتلر وی را به عنوان رهبر جمهوری اجتماعی ایتالیا، یک دولت دست نشانده آلمانی مستقر در شمال ایتالیا و مستقر در شهر سالو در نزدیک دریاچه گارد منصب کرد. تا سال ۱۹۴۴ «جمهوری سالی» نه تنها توسط متفقین که از جنوب در حال پیشروی بودند که از طرف پارتیزان ضد فاشیست ایتالیا، در یک درگیری وحشیانه که قرار گرفته بود.
به تدریج در پیشروی متفقین در تابستان سال ۱۹۴۴، رم و سپس فلورانس سقوط کرده و سپس در همان سال پیشروی به سمت شمال ایتالیا آغاز گردید. با فروپاشی نهایی خط گوتیک ارتش آلمان در آوریل ۱۹۴۵، شکست کامل جمهوری سالو و محافظان آلمانی آن قریب‌الوقوع بود.

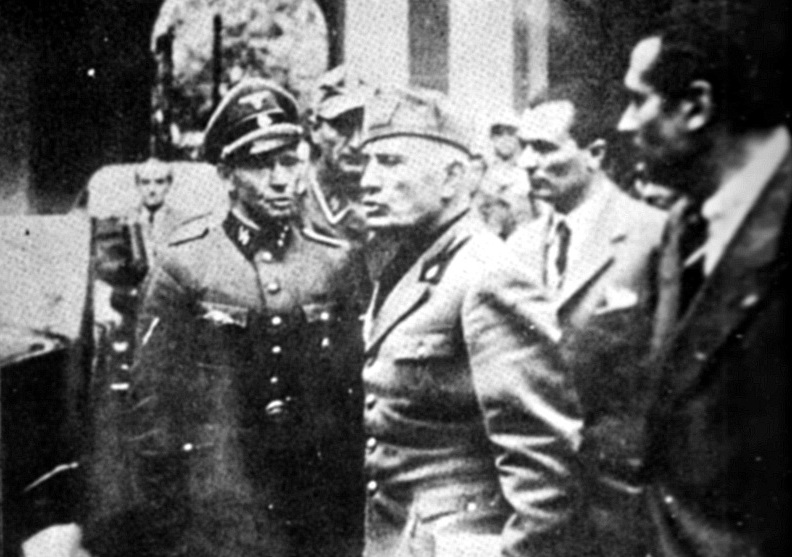
موسولینی در ۲۵ آوریل ۱۹۴۵. آخرین عکس وی در حالی که زنده است.

### دستگیری موسولینی

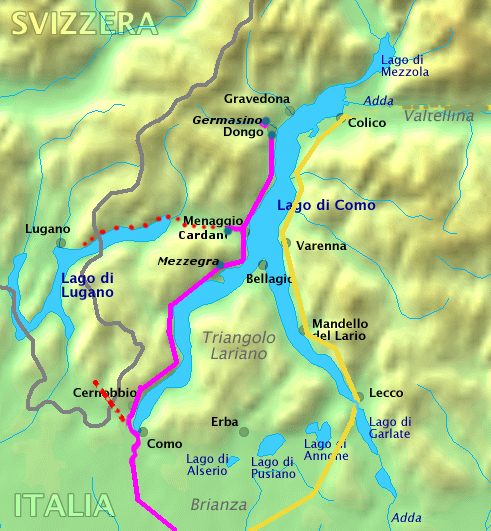
مسیر موسولینی (خط صورتی) در حوالی دریاچه کومو پس از فرار از میلان

در ۲۷ آوریل ۱۹۴۵، موسولینی و معشوقه‌اش کلارتا پتچی، به همراه دیگر رهبران فاشیست، در یک کاروان آلمانی در نزدیکی روستای دونگو در ساحل شمال غربی دریاچه کومو در حال فرار بودند. گروهی از پارتیزان‌های کمونیست محلی به رهبری پیر لوئیجی بلینی دلله استل و اوراردو لازارو به کاروان حمله کرده و آنها را مجبور به توقف کردند. پارتیزان‌ها رهبر فاشیست ایتالیا را شناسایی کردند. بعدها لازارو گفت: 
 صورتش مثل موم بود و خیره به دوردست، اما به نوعی کور بود. من فرسودگی کامل را حس می‌کردم اما ترسی در او نمی‌دیدم. . . به نظر می‌رسید که موسولینی کاملاً فاقد اراده بود ولی گویا او یک مرده متحرک است. 
 پارتیزان‌ها موسولینی را دستگیر کرده و او را به دونگو بردند. در دونگو، حدود ساعت ۲:۳۰ بامداد ۲۸ آوریل، موسولینی به پتاچی، که درخواست پیوستن به وی را کرده بود، محلق شد. در مجموع، بیش از پنجاه فاشیست و خانواده‌های آنها در کاروان پیدا شده و توسط پارتیزان دستگیر شدند. بغیر از موسولینی و پتاچی، شانزده عضو برجسته از حکومت و حزب فاشیسم روز بعددر دونگو اعدام شده و ده نفر دیگر نیز طی دو شب بعد کشته می‌شوند.

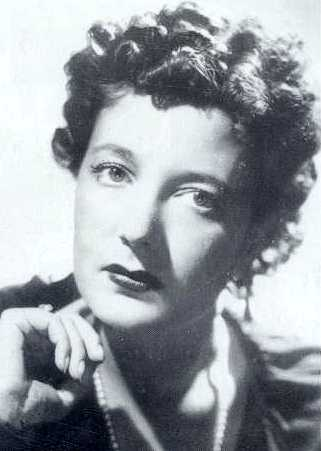
کلارتا پتاچی، معشوقه موسولینی که با او اسیر و اعدام شد.

درگیری‌های اطراف منطقه دونگو همچنان ادامه داشت و پارتیزان‌ها از ترس از این که موسولینی و پتاچی ممکن است توسط هواداران فاشیست نجات پیدا کنند، آنها را در نیمه شب به مزرعه نزدیک یک خانواده دهقانی به نام د ماریا بردند. آنها معتقد بودند که این یک مکان امن برای نگه داشتن آنها خواهد بود. موسولینی و پتاچی باقیمانده شب و بیشتر روز بعد را در آنجا گذراندند.

در شامگاه دستگیری موسولینی، ساندرو پرتینی رهبر پارتیزان سوسیالیست در شمال ایتالیا در رادیو میلانو اعلام کرد: 
 رئیس این انجمن بزهکاران (موسولینی) در حالی که از ترس زرد رنگ شده بود، درهنگام تلاش برای عبور از مرز سوئیس، دستگیر شد. او باید در یک دادگاه مردمی محاکمه شود. ما این را می‌خواهیم، حتی اگر فکر کنیم او شایسته‌است مانند سگ کشته شود. 

### دستور اعدام
نظریه‌های متفاوتی وجود دارد که چه کسی دستور اعدام موسولینی را صادر کرده‌است. پالمیرو توگلیاتی، دبیرکل حزب کمونیست، ادعا کرد که وی قبل از دستگیری، دستور اعدام موسولینی را صادر کرده‌است. توگلیاتی گفت که وی این کار را با یک پیام رادیویی در ۲۶ آوریل ۱۹۴۵ با این کلمات انجام داده‌است: "فقط یک چیز برای تصمیم‌گیری لازم است که آنها [موسولینی و دیگر رهبران فاشیست] باید با زندگی خود بهای اشتباهات خود را بپردازند. وی همچنین ادعا کرد که وی به عنوان معاون نخست وزیر دولت در رم و به عنوان رهبر حزب کمونیست دستور داده‌است. نخست وزیر، ایوانو بونومی بعداً تکذیب کرد که این دستور از جانب وی بوده‌است. لوئیجی لونگو، یک کمونیست ارشد در میلان، گفت که این دستور از فرماندهی کل واحدهای نظامی حزب "به درخواست تصمیم CLNAI" گرفته شده‌است. لونگو متعاقباً داستانی متفاوت ارائه داد: وی گفت هنگامی که او و فرمو سولاری، عضو حزب اقدام (که بخشی از CLNAI بود)، خبر دستگیری موسولینی را شنیدند، آنها بلافاصله توافق کردند که او باید سریعاً اعدام شود.

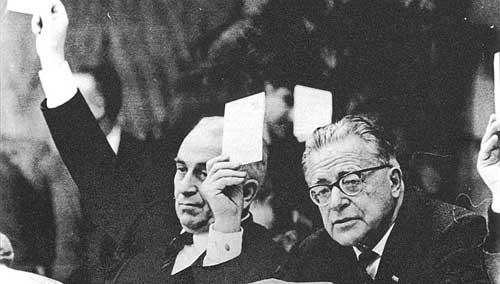
لوئیجی لونگو (چپ) و پالمیرو توگلیاتی در کنگره حزب کمونیست پس از جنگ.

به گفته لئو ولیانی، نماینده حزب اقدام در CLNAI، تصمیم به اعدام موسولینی در شب ۲۷/۲۸ آوریل توسط گروهی که به نمایندگی از CLNAI متشکل از خود، ساندرو پرتینی، و کمونیستهای امیلیو سرنی و لوئیجی گرفته شده‌است. لانگو سالها بعد اعلام کرد که موسولینی به دستور خودش اعدام شده‌است.
در هر صورت، لونگو به فرماندهی کل، والتر آئودیزیو دستور داد که بلافاصله به دونگو برود تا دستورها را اجراء کند. به گفته لونگو، او این کار را با کلمات «برو و اون را بکش» انجام داد. لونگو از یک عضو دیگر حزب به نام آلدو لمپردی نیز خواست که برود، زیرا به گفته لمپردی، لانگو فکر می‌کرد که آئودیسیو «بی پروا، بسیار انعطاف‌پذیر و ناخوشایند است».

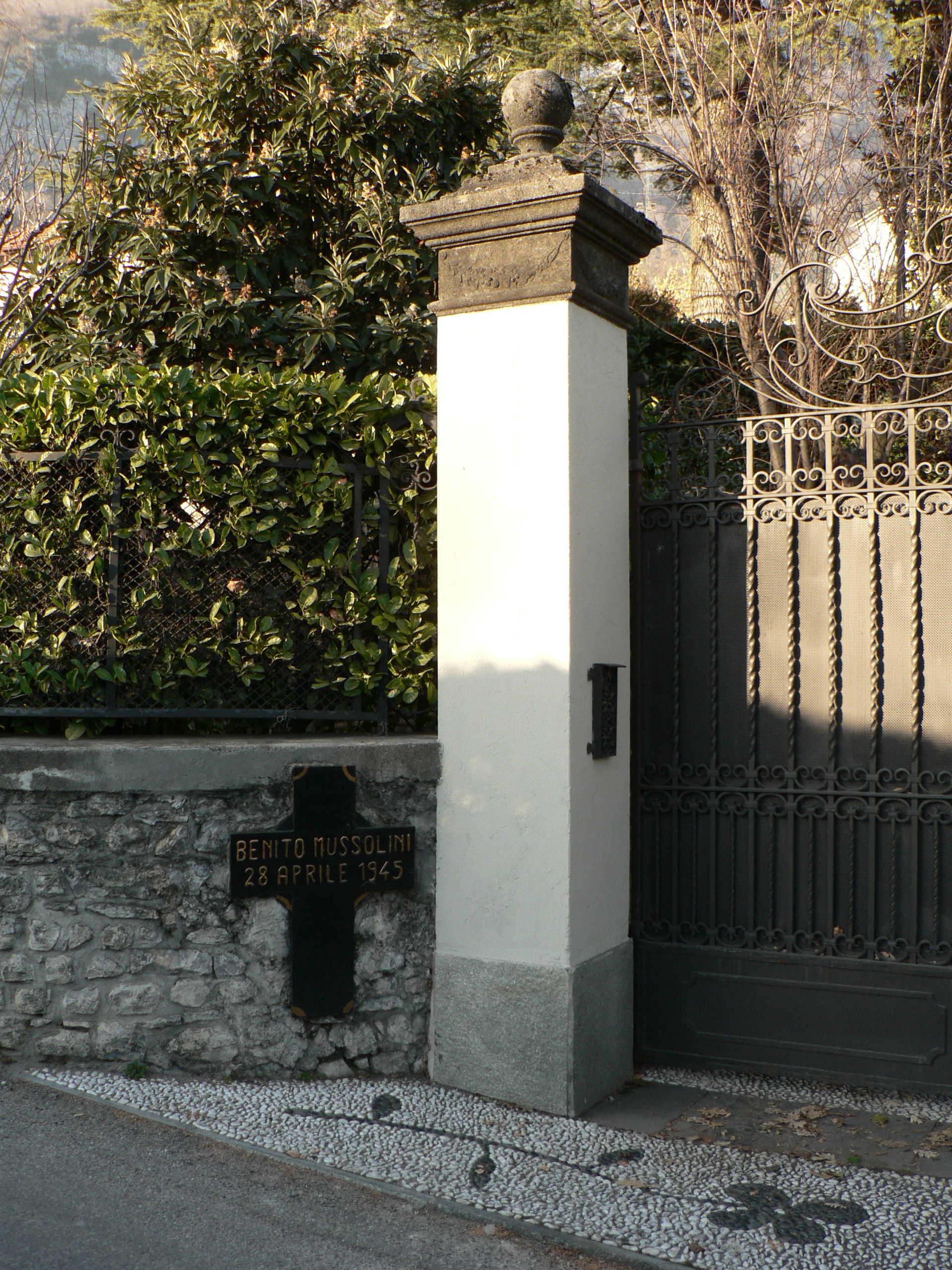
ورودی ویلا بلمونته. یک صلیب سیاه در دیوار، محل اجرای اعدام را نشان می‌دهد.

## اجرای حکم
اگرچه چندین نسخه متناقض و نظریه متفاوت در مورد چگونگی درگذشت موسولینی و پتاچی بعد از جنگ مطرح شد، اما گزارش والتر آئودیزیو یا حداقل بخشی از آن همچنان معتبر است و بعضاً در ایتالیا به عنوان نسخه «رسمی» از آن یاد می‌شود.
آئودیسیو و لمپردی در صبح زود ۲۸ آوریل، میلان را به مقصد دونگو ترک کردند تا دستورها را انجام دهند. با ورود به دونگو، آنها با بلینی دلله استل، که فرمانده پارتیزان محلی بود، ملاقات کردند تا ترتیب دهد که موسولینی به آنها سپرده شود. آئودیسیو در طول مأموریت خود از نام مستعار "Colonnello Valerio" استفاده کرد.

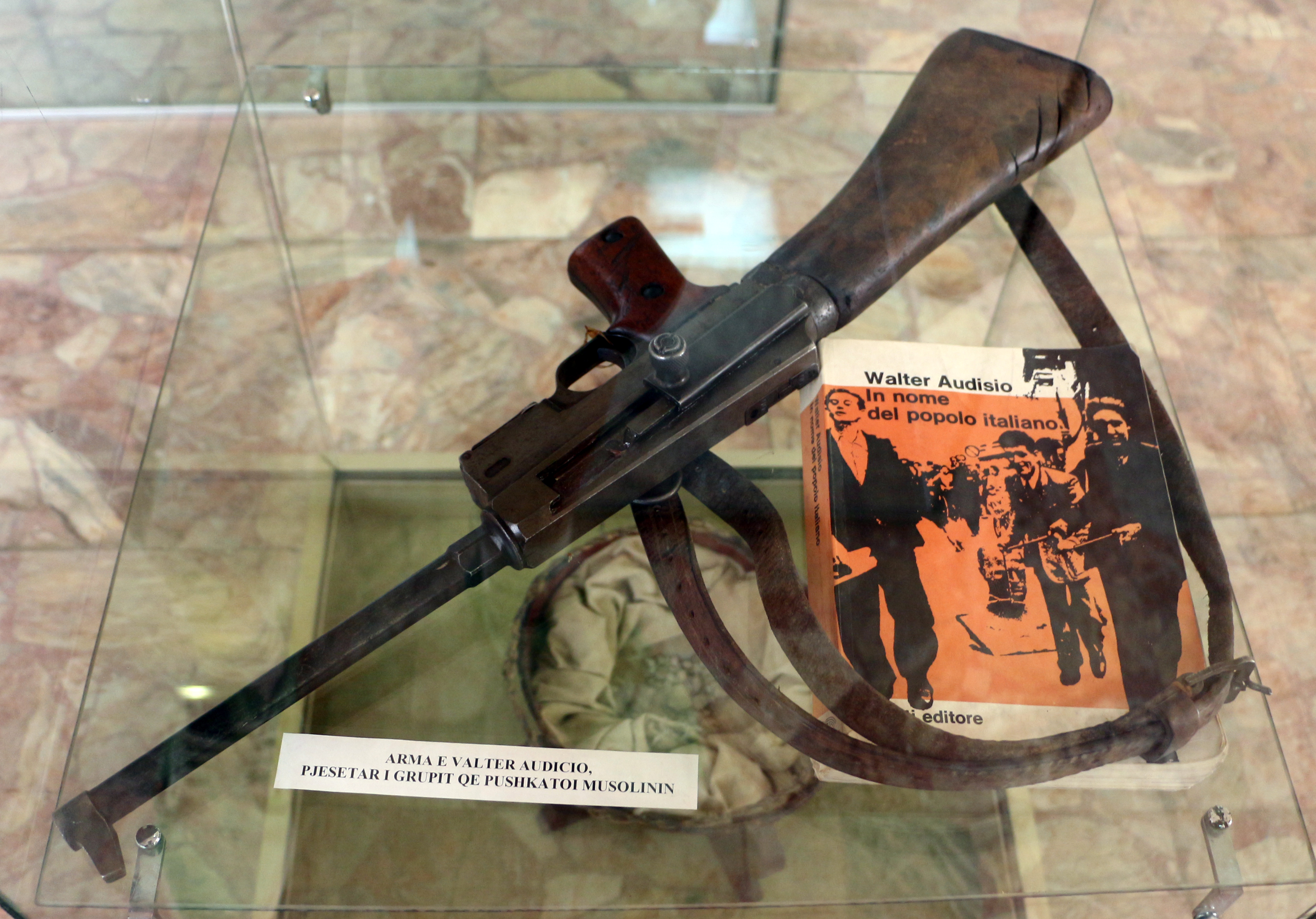
اسلحه MAS-38 ساخت فرانسه متعلق به آئودیسیو که بنا به نظریه ایی از آن برای اعدام بنیتو موسولینی استفاده شده‌است. (موزه ملی تاریخی آلبانی)

بعد از ظهر، او به همراه سایر پارتیزانان، از جمله آلدو لمپردی و میشل مورتی، برای ملاقات با موسولینی و پتاچی به خانه مزرعه خانواده د ماریا حرکت کردند. در سمت در ورودی ویلا بلمونته در جاده باریکی که از طریق XXIV maggio معروف شده‌است، به موسولینی و پتسچی گفته می‌شود که به دیوار ویلا بایستید. سپس آئودیسیو آنها را در ۴:۱۰ تیرباران کرد. 
میان لمپردی و آئودیسیو اختلافاتی وجود داشت. آئودیسیو به عنوان یک شخص بیرحم که بدون محاکمه دویچه را اعدام کرده، در حالی که لمپردی در این کار دخالتی نکرد. آئودیسیو ساها بعد اعلام کرد که او حکم اعدام را خوانده‌است، در حالی که لمپردی این مسئله را رد کرد. لمپردی اظهار داشت که سخنان آخر موسولینی "قلبم رو هدف بگیر "بود. به گفته آئودیسیو، موسولینی چیزی بلافاصله قبل یا هنگام اجرای حکم نگفت.
به گفته بلینی استل، هیچ بحث و تشریفات دیگری درمورد تصمیم به اعدام آنها صورت نگرفته‌است.

آئودیسیو نظریه دیگری اعلام کرد. وی ادعا کرد که در ۲۸ آوریل «دادگاه جنگی» را که شامل لمپردی، بلینی دله استل، میشل مورتی و لازارو به عنوان رئیس‌جمهور بود، تشکیل داده‌است. این دادگاه موسولینی و معشوقه اش را به اعدام محکوم کرد. هیچ اعتراضی به هیچ‌یک از اعدام‌های پیشنهادی وجود نداشت. در سال‌های بعد اعضایی از حزب کومونیسم از تشکیل چنین دادگاهی اعلام تاسف کردند و چنین اعلام کردند: 
 ما اطمینان داشتیم که موسولینی مستحق مرگ است … اما طبق قانون باید محاکمه ای انجام

 می‌گرفت. خیلی وحشیانه بود. 

## اتفاقات بعدی
بدن موسولینی پس از مرگ، به عنوان سمبل قدرتمند باقی ماند و باعث شد که از طرف هواداران مورد احترام یا از طرف مخالفان مورد تحقیر و بی‌احترامی قرار بگیرد؛ که این امر خود اهمیت سیاسی گسترده‌تری را به دنبال داشت.

### پیازاله لورتو

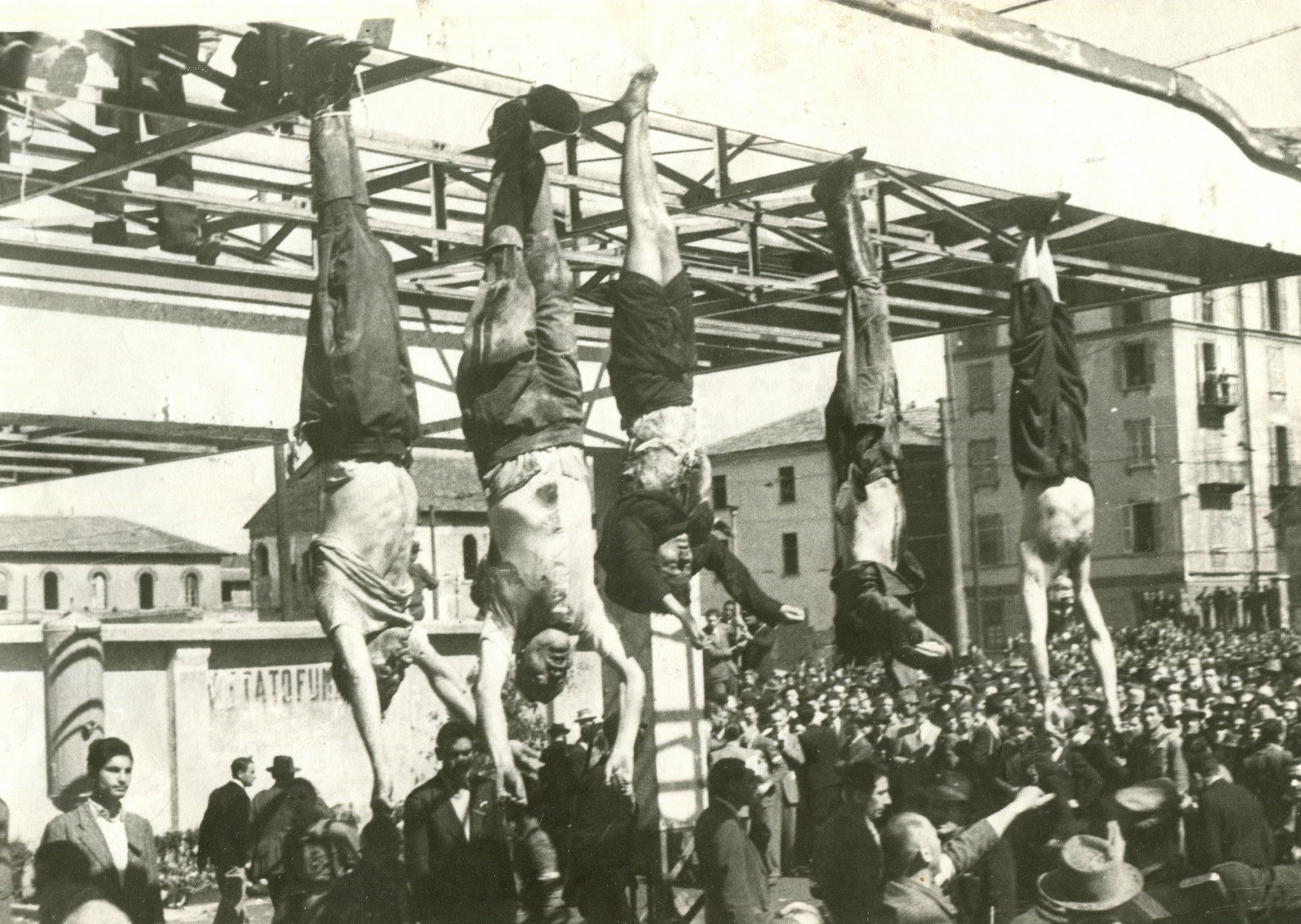
جنازه موسولینی (دوم از چپ) در کنار پتاچی (وسط) و سایر فاشیست‌های اعدام شده در پیازاله لورتو، میلان، ۱۹۴۵

شامگاه ۲۸ آوریل، اجساد موسولینی، معشوقه اش و سایر فاشیست‌های اعدام شده بر روی یک وانت بارگیری شدند و به سمت جنوب به میلان انتقال یافتند. آنها در پیازاله لورتو، یک میدان حومه در نزدیکی ایستگاه اصلی راه‌آهن، روی زمین ریخته شدند. انتخاب مکان عمدی بود. پانزده پارتیزان در اوت ۱۹۴۴ به دلیل تلافی برای حملات پارتیزان و بمباران متفقین در آنجا به ضرب گلوله کشته شدند و اجساد آنها در معرض دید عموم قرار گرفت. در آن زمان گفته می‌شود که موسولینی اظهار داشت: «برای خون پیازاله لورتو، ما باید عزیز بپردازیم».
اجساد آنها در تا ساعت ۹:۰۰ باقی ماند.  عده ایی به اجساد سبزیجات پاشیدند، ادرار کردند، تیراندازی کردند و لگد زدند. چهره موسولینی در اثر ضرب و شتم متلاشی شد. یک شاهد عینی آمریکایی این جمعیت را «شرور، وحشی، خارج از کنترل» توصیف کرد. پس از مدتی اجساد را به چهارچوب مشبک فلزی یک ایستگاه سرویس نیمه استاندارد اویل آویزان کرد و وارونه بر روی قلاب‌های گوشتی آویزان کرد. این شیوه حلق آویز از زمان قرون وسطی در شمال ایتالیا مورد استفاده قرار گرفته بود تا «بدنام» به دار آویخته شود. با این حال، عده ایی به صورت داوطلبانه از اجساد در مقابل اوباش مراقبت می‌کردند.

### پیاده‌روی و کالبد شکافی

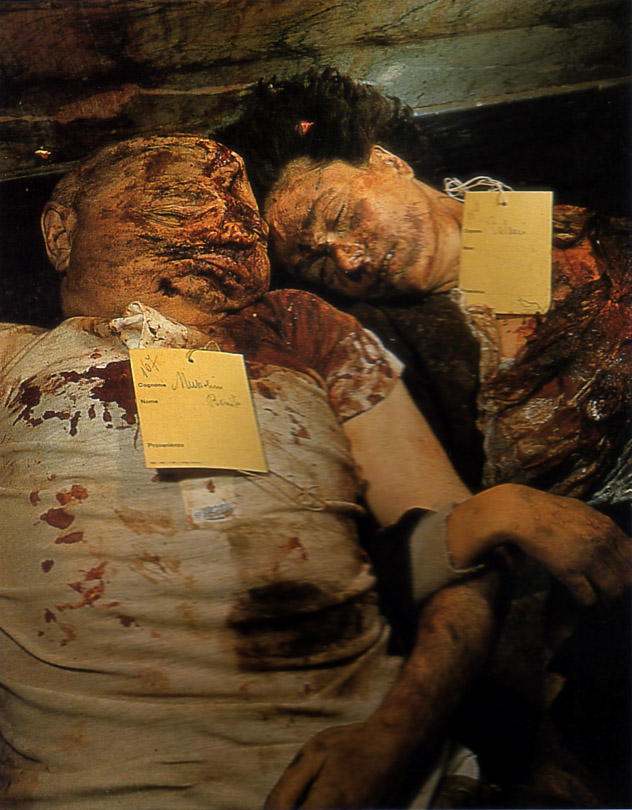
اجساد موسولینی و پتاچی که توسط یک فیلمبردار ارتش آمریکا در مورگان شهر میلان عکاسی شده‌است.

حدود ساعت ۲   بعد از ظهر، مقامات نظامی آمریکا که به شهر رسیده بودند، دستور دادند که اجساد را برداشته و به سردخانه تحویل داده شود تا کالبد شکافی انجام شود. یک فیلمبردار ارتش آمریکا تصاویری از اجساد عکسبرداری کرد، از جمله یکی از آنها با موسولینی و پتاچی که در موقعیتی عجیب و غریب قرار گرفته بودند.
در ۳۰ آوریل، کالبد شکافی موسولینی در انستیتوی پزشکی قانونی در میلان انجام گرفت. یک نسخه از گزارش بعدی حاکی از آن بود که وی با ۹ گلوله تیرباران شده، در حالی که نسخه دیگر هفت گلوله را مشخص کرده بود. چهار گلوله در نزدیکی قلب به عنوان علت مرگ داده شد. کالیبرهای گلوله‌ها مشخص نشد. نمونه‌هایی از مغز موسولینی گرفته شد و برای تجزیه و تحلیل به آمریکا فرستاده شدند. قصد اثبات این فرضیه بود که سفلیس باعث ایجاد جنون در وی شده‌است، اما هیچ نتیجه ای از این تحلیل حاصل نشده‌است. هیچ مدرکی از سفلیس روی بدن وی پیدا نشد. کالبد شکافی بر روی جسد پتاچی انجام صورت نگرفت.

### سرقت جسد
پس از درگذشت وی و نمایش جنازه وی در میلان، موسولینی در یک قبر نامشخص در قبرستان موسوکو، در شمال شهر به خاک سپرده شد. در روز یکشنبه عید پاک در سال ۱۹۴۶، جسد موسولینی توسط یک فاشیست جوان به نام دومنیکو لوکیسی و دوستش به عنوان نئو فاسیسم به سرقت رفت. طی یک دوره شانزده هفته جسد وی در حال دست به دست شدن بود. در حالی که مقامات در جستجوی آن بودند. سرانجام، در ماه اوت، جسد (بخشی از آن به سرقت رفت) در Certosa di Pavia، صومعه ای نه چندان دور از میلان مخفی شد.
مقامات ترتیبی دادند که جسد در یک صومعه کاپوچین در شهر کوچک چرو مجوره پنهان شود و یازده سال ماند. محل نگهداری جسد حتی از خانواده موسولینی مخفی نگه داشته شده بود. این موضوع تا ماه مه ۱۹۵۷ باقی ماند، آدونه زولی نخست‌وزیر تازه منصوب شده، با حضور مجدد موسولینی در محل تولد وی در پره داپیو در رومانا موافقت کرد. زولی نیاز به حمایت راستگرایی (از جمله خود لکیسی، که اکنون نماینده حزب نئو فاشیست بود) داشت. او همچنین از بیوه موسولینی اجازه گرفت

### آرامگاه و سالگرد درگذشت

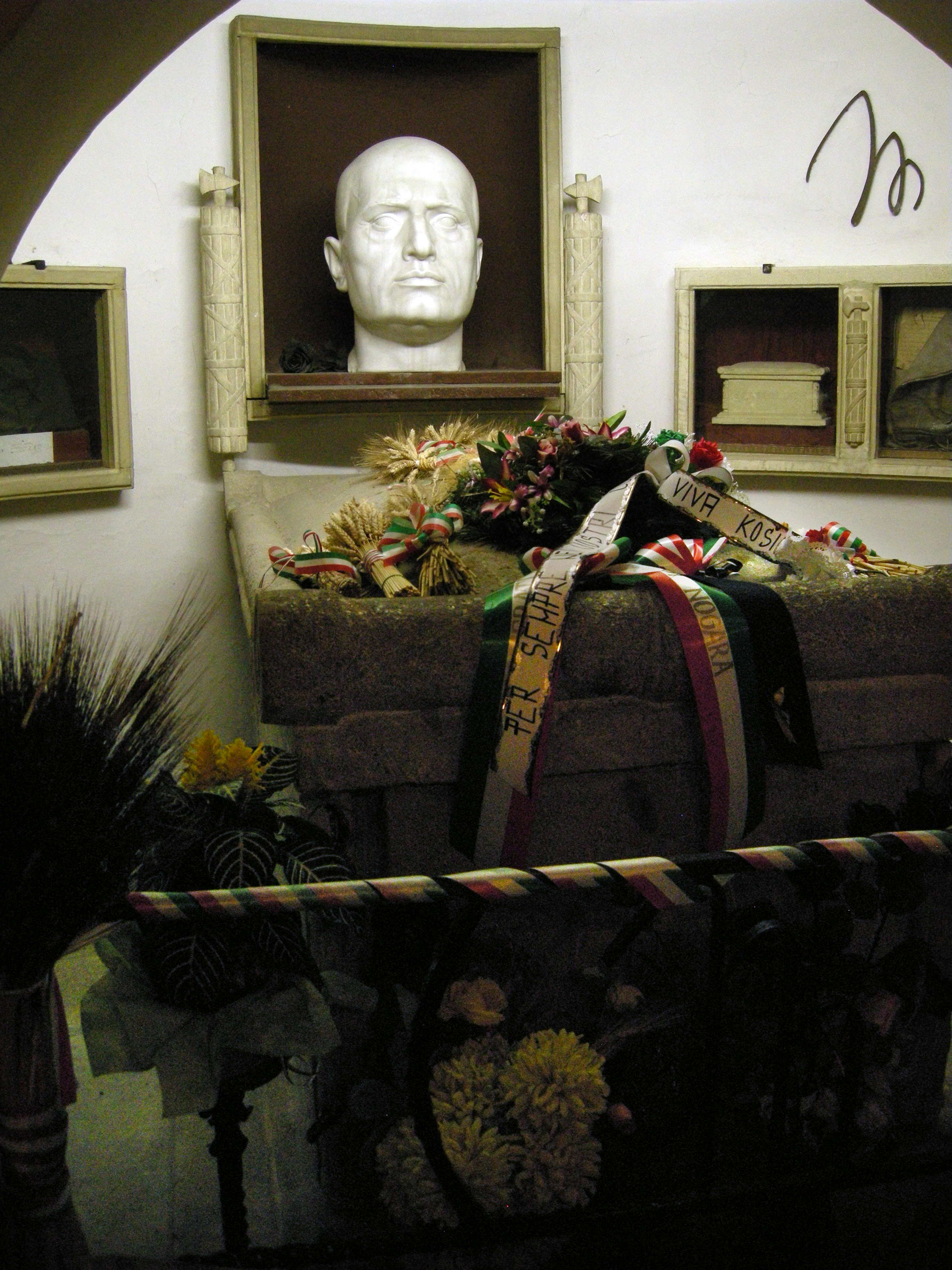
مقبره موسولینی در دخمه خانواده اش، پرداپیپیو

سالگرد درگذشت موسولینی در ۲۸ آوریل به یکی از سه رویداد یزرگ حامیان نئو فاشیستی همراه با تظاهرات بزرگ تبدیل شده‌است.

## جنجالهای پس از جنگ
در خارج از ایتالیا، روایت آئودیسیو در مورد نحوه اعدام موسولینی تا حد زیادی پذیرفته شده و غیرقابل بحث است. با این حال، در ایتالیا، این موضوع از اواخر دهه ۱۹۵۰ تا به امروز مورد بحث و مشاجره گسترده بوده‌است و انواع مختلفی از تئوری‌ها در مورد چگونگی درگذشت موسولینی گسترش یافته‌است. دست کم ۱۲ نفر مختلف در زمان‌های مختلف به عنوان مسئول انجام تیراندازی شناسایی شده‌اند. مقایسه‌هایی با نظریه‌های توطئه ترور جان اف کندی انجام شده‌است.
تا سال ۱۹۴۷، هویت آئودیسیو مخفی نگه داشته می‌شد، و در اولین توصیف‌ها از وقایع (در یک سری مقاله در روزنامه حزب کمونیست L'Unità در اواخر سال ۱۹۴۵) شخصی که تیراندازی‌ها را انجام می‌داد، فقط به عنوان «کلونللو» یاد می‌شد.
آئودیسیو برای اولین بار در یک سری مقاله در روزنامه ایل تمپو در مارس ۱۹۴۷ نامگذاری شد و حزب کمونیست متعاقباً دخالت آئودیسیو را تأیید کرد. خود آئودیسیو در مورد آن صحبت نکرده‌است، تا اینکه در اواخر آن ماه روایت خود را در یک سری از پنج مقاله در L'Unità منتشر کرد (و در کتابی که آئودیسیو بعداً نوشت که بعداً آن نوشته در ۱۹۷۵، دو سال پس از مرگ وی منتشر شد). نسخه‌های دیگری از داستان نیز منتشر شد. از جمله در دهه ۱۹۶۰، دو کتاب که شرح «کلاسیک» داستان را نشان می‌دهند.
در سال ۱۹۹۶، یک نامه خصوصی که قبلاً منتشر نشده بود و در سال ۱۹۷۲ توسط آلدو لمپردی برای بایگانی‌های حزب کمونیست نوشته شده بود، در L'Unità کشف شد. در آن نامه لمپردی حقایق اصلی داستان آئودیسیو را اما بدون شاخ و برگ دادن، تأیید کرد. بدون شک لمپردی از شاهدان عینی بود. چون روایت خود را برای سوابق خصوصی حزب کمونیست - و نه برای انتشار - آماده می‌کرد - تصور می‌شد که وی هیچ انگیزه ای جز گفتن حقیقت ندارد. علاوه بر این، او به اعتبار و قابل اعتماد بودن شهرت داشته‌است. همچنین مشخص شد وی شخصاً آئودیسیو را دوست نداشت. به تمام این دلایل مهم به نظر می‌رسید که وی تا حدود زیادی روایت آئودیسیو را تأیید کرده‌است. پس از انتشار نامه لمپردی، اکثریت اما نه همه به صحت آن اطمینان داشتند.

### ادعاهای لازارو

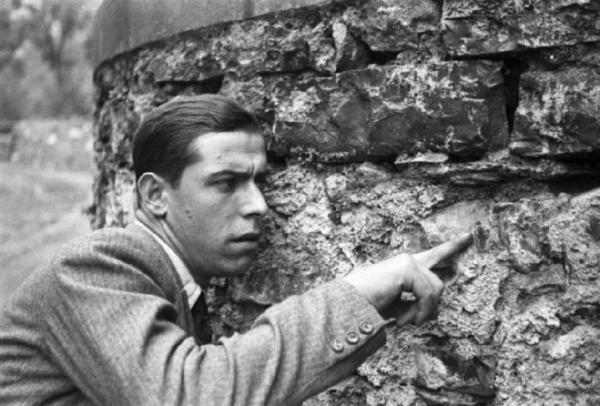
Urbano Lazzaro، ۱۹۴۵ جای برخورد گلوله‌ها را در محل اعدام موسولینی نشان می‌دهد.

رهبر پارتیزان لازارو در کتاب خود در سال ۱۹۹۳ با نام " دونگو: نیم قرن دروغ" ادعایی را که قبلاً مطرح کرده بود تکرار کرد که لوئیجی لونگو و نه آئودیسیو، "کلونللو والریو" بود. او همچنین ادعا کرد که موسولینی ناخواسته در همان روزی زخمی شد که پتاچی سعی کرد اسلحه یکی از پارتیزان‌ها را بگیرد، پتاچی کشته شد و چند روز بعد موسولینی در گذشت.

### فرضیه انگلیس
ادعاهای متعددی وجود دارد مبنی بر این که واحد عملیات مخفی زمان جنگ انگلیس، مدیر عملیات ویژه (SOE)، مسئولیت مرگ موسولینی را بر عهده داشته‌است و حتی ممکن است این دستور توسط نخست‌وزیر انگلیس، وینستون چرچیل نیز صادر شده باشد. گفته می‌شود مکاتباتی شامل پیشنهادهایی از طرف چرچیل برای صلح و امتیازات ارضی در ازای ترغیب موسولینی به ترغیب هیتلر برای پیوستن به متفقین غربی در اتحاد علیه اتحاد جماهیر شوروی وجود داشته‌است. طرفداران این نظریه شامل مورخانی چون رنزو دی فلیس و پیر میلزا و روزنامه نگاران از جمله پیتر تامپکینز و لوسیانو گاریبالدی بودند. اما، این نظریه توسط بسیاری رد شده‌است.

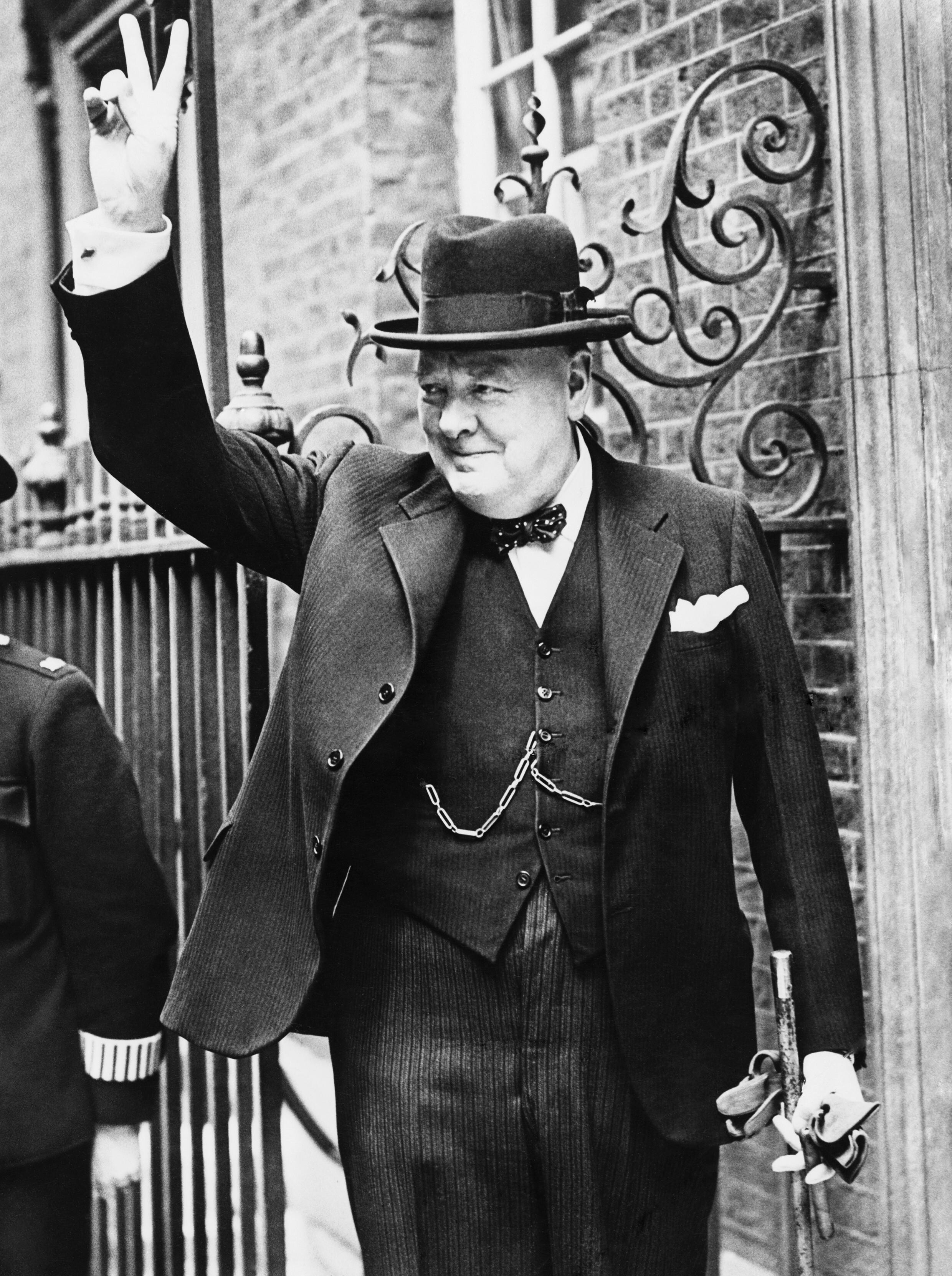
وینستون چرچیل در سال ۱۹۴۰

در سال ۱۹۹۴، برونو لوناتی، رهبر پارتیزان سابق، کتابی را منتشر کرد که در آن ادعا کرد که او موسولینی را اعدام کرده و وی در مأموریت خود توسط یک افسر ارتش انگلیس به نام «جان» به پتاچی شلیک کرده‌است. پیتر تامپکینز، روزنامه‌نگار ادعا کرده‌است که «جان» رابرت ماکارون، یک نماینده انگلیسی SOE انگلیس بود که تبار سیسیلی داشت. به گفته لوناتی، او و «جان» صبح روز ۲۸ آوریل به خانه مزرعه د ماریا رفتند و حدود ساعت ۱۱:۰۰ موسولینی و پتاچی را کشتند   در سال ۲۰۰۴، کانال تلویزیونی دولتی ایتالیا، رای، مستندی را با همکاری تامپکینز پخش کرد و در آن تئوری مطرح شد. لوناتی برای فیلم مستند مصاحبه کرد و ادعا کرد که هنگام ورود به خانه مزرعه: 
 پتاچی روی تخت نشسته بود و موسولینی ایستاده بود. «جان» مرا بیرون برد و به من گفت دستورها او این است که هر دو آنها را از بین ببریم، زیرا پتاچی خیلی چیزها می‌دانست. من گفتم که نمی‌توانم به پتاچی شلیک کنم، بنابراین جان گفت که او خود شلیک می‌کند، در حالی که کاملاً مشخص بود که موسولینی باید توسط یک ایتالیایی کشته شود. 
 این مستند در ادامه ادعا کرد که تیراندازی‌های بعدی در ویلا بلمونته بعداً به عنوان بخشی از «پوشش» انجام شد.
این نظریه به دلیل عدم وجود مدارک جدی به ویژه در مورد وجود مکاتبات با چرچیل مورد انتقاد قرار گرفته‌است. کریستوفر وود، محقق تاریخ رسمی SOE، با اظهار نظر در مورد مستند تلویزیون RAI در سال ۲۰۰۴، این ادعاها را رد کرد و گفت «این فقط عشق به توطئه است».

### دیگر تئوریهای «مرگ زودهنگام»
برخی، از جمله روزنامه‌نگار فاشیست جورجیو پیسانی، ادعا کرده‌اند که موسولینی و پتاچی در اوایل روز در نزدیکی خانه مزرعه د ماریا تیرباران شده‌اند و اعدام در جولیو دوز زگرا با اجساد انجام شده‌است. اولین کسی که این موضوع را مطرح کرد، Franco Bandini در سال ۱۹۷۸ بود.

### نظریه‌های دیگر
برخی دیگر ادعا کرده‌اند که موسولینی (یا موسولینی و پتاچی با هم) با کپسول سیانید خودکشی کردند.

## یادداشت
1. ↑  (Blinkhorn 2006)
2. ↑  (Quartermaine 2000)
3. ↑  (Payne 1996)
4. ↑  (Sharp Wells 2013)
5. 1 2 3 4 5 6 7  (Bosworth 2014)
6. 1 2  (Neville 2014)
7. 1 2 3 4 5 6 7 8 9 10 11 12 13 14 15 16 17 18 19 20 21 22 23 24 25 26 27 28  (Moseley 2004)
8. 1 2  (Roncacci 2003)
9. 1 2 3  (O'Reilly 2001)
10. ↑  (Cavalleri 2009)
11. 1 2  (Audisio 1947)
12. 1 2 3  (Di Bella 2004)
13. 1 2 3 4  (Luzzatto 2014)
14. 1 2  (Foot 1999)
15. 1 2  (Garibaldi 2004)
16. 1 2 3  (Duggan 2013)
17. ↑  (Lazzaro 1993)
18. ↑  (Hooper 2006)
19. 1 2  (Bailey 2014)
20. 1 2 3 4 5  (Owen 2004)
21. ↑  (Bompard 1995)
22. ↑  (Samuel 2010)
23. ↑  (Lonati 1994)
24. ↑  (Tompkins 2001)
25. ↑  (Bandini 1978)